# 4Fun Dance
4Fun Dance ist ein polnischer Fernsehsender, der am 27. August 2011 mit der Ausstrahlung begann. Er ist der zweite Sender der 4Fun Media nach 4Fun TV.

## Geschichte
4Fun Dance startete am 27. August 2011 als TV.Disco. Er wurde am 25. Juni 2015 in 4Fun Fit&Dance und am 1. Oktober 2015 in 4Fun Dance umbenannt.
In den Jahren 2016 bis 2018 war 4Fun Dance auch über DVB-T frei empfangbar.

## Sendungen
4Fun Dance zeigt hauptsächlich Tanzmusik. Morgens von 8 bis 10 Uhr wird Kindermusik gezeigt. Geplant ist, keine Kindermusik mehr zu zeigen, aber das erfolgt erst nach dem Sendestart von 4Fun Kids.

## Logos

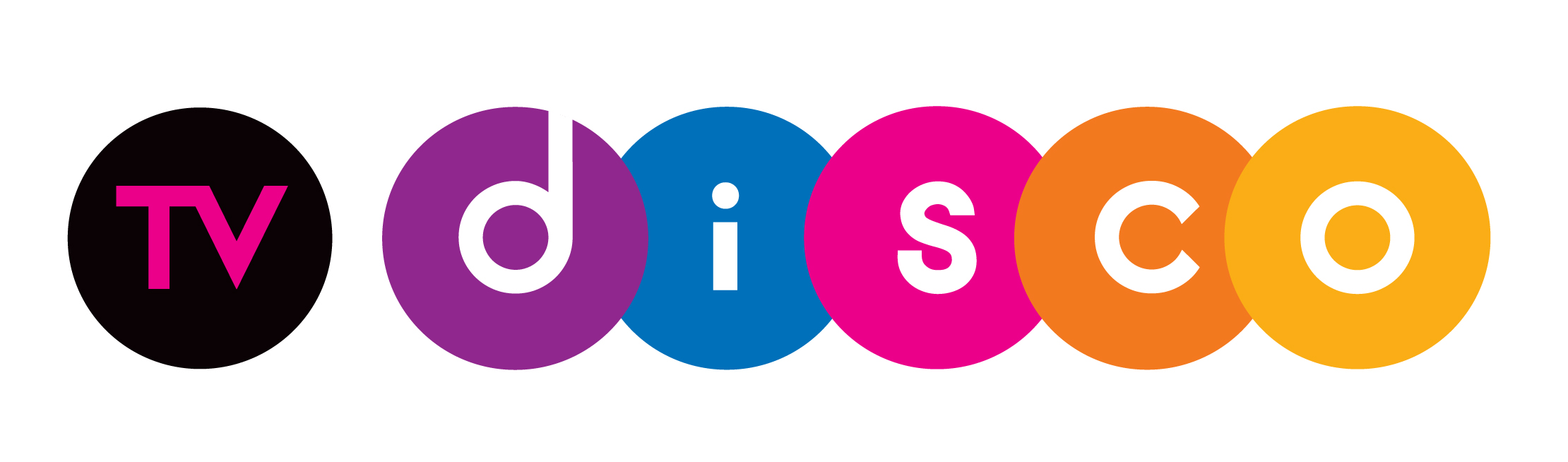
Ehemaliges Logo von TV. Disco (Version 1)
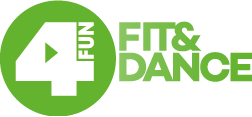
Ehemaliges Logo von 4Fun Fit&Dance
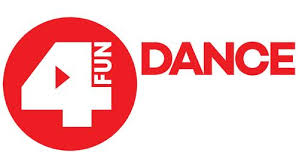
Aktuelles Logo von 4Fun Dance